# Georg von Wagner (General, 1810)
Georg Freiherr von Wagner (* 2. April 1810 in Dresden; † 9. Dezember 1888 ebenda) war ein sächsischer Generalmajor.

## Leben

### Herkunft
Freiherr von Wagner entstammte einer sächsischen Beamten- und Juristenfamilie, welche mit seinem Großvater Andreas von Wagner am 25. September 1790 in den Reichsadel erhoben wurde. Dessen Sohn, der Vater von Georg, Thomas von Wagner wurde 1812 in den Freiherrenstand erhoben. Durch die Hochzeit seines Vaters im Jahr 1794 mit Amalie, geb. von Manteuffel (Tochter des Christoph Friedrich von Mihlendorff Freiherr von Manteuffel) entstanden neun Kinder, darunter neben Georg auch der Oberst Johannes von Wagner, der Oberförster Carl von Wagner (Vater von Carl von Wagner), Johanna (∞ August von Manteuffel), der Obersteuerinspektor Thomas von Wagner (Vater von Johannes Andreas von Wagner).

### Karriere
Georg Freiherr von Wagner begann schon 1823 seine militärische Laufbahn als Kadett im sächsischen Kadettenhaus und wurde 1829 zum Portepéejunker ernannt. Im selben Jahr erfolgte die Beförderung zum Leutnant beim 2. Linien-Infanterie-Regiment. Nach langjähriger Dienstzeit im Regiment erfolgte am 25. März 1837 unter gleichzeitiger Beförderung zum Oberleutnant die Versetzung in das 3. Schützen-Bataillon. Am 1. Mai 1843 wurde er zum Bataillonsadjutanten des Verbandes ernannt und in dieser Eigenschaft am 28. September 1848 zum aggregierten Hauptmann befördert. Im Neujahr 1849 kam er zum 2. Bataillon nach Leipzig, wo er die 2. Kompanie befehligte. In diesem Zeitraum nahm er an der Erstürmung der Düppeler Schanzen teil, wobei ihm für seine Verdienste das Ritterkreuz des Militär-St.-Heinrichs-Ordens verliehen wurde. Ende 1853 stieg er zum aggregierten Major auf und wurde am 1. April 1854 zum 3. Infanterie-Bataillon versetzt. 1859 wurde er Kommandeur des 7. Infanterie-Bataillons, stieg am 29. September 1861 zum Oberstleutnant auf und wurde anschließend Kommandeur des 4. Jäger-Bataillons. Im Jahr 1865 erfolgte seine Beförderung zum Oberst und auch zum Kommandeur der Leipziger Jäger-Brigade, wonach er sich am Krieg gegen Preußen beteiligte und bei Böhmen kämpfte. Nach der Niederlage des Königreiches Sachsen und anschließender Neuorganisation der sächsischen Armee wurde von Wagner am 16. Juni 1867 unter gleichzeitiger Beförderung zum Generalmajor zum Kommandeur der 4. Infanterie-Brigade Nr. 48 (2. Königlich Sächsische Division) ernannt. Unter Genehmigung seines Abschiedsgesuches wurde er am 7. April 1869 mit Pension und Erlaubnis des Tragens der Generalsuniform mit dem Abzeichen für Verabschiedete zur Disposition gestellt.
Nach Ausbruch des Krieges gegen Frankreich wurde Georg von Wagner reaktiviert und zunächst zum Kommandeur der 4. Besatzungs-Brigade ernannt. Am 26. Juli 1870 wurde er als Nachfolger von Gustav Erwin Nehrhoff von Holderberg zum Kommandanten des Leipziger Garnisons-Kommando ernannt. Am 16. September des Jahres gab er das Garnisons-Kommando an den Hauptmann Adolf Maximilian Verlohren ab. Im Krieg wurde er noch mit dem Komturkreuz II. Klasse des Albrechtsordens ausgezeichnet.

### Familie
Georg von Wagner heiratete am 9. Februar 1852 in Dresden Mathilde geb. Becker (* 17. Juli 1815 in Magdeburg; † 17. April 1879 in Dresden). Aus der Ehe entstand der einzige Sohn und spätere sächsische Generalmajor Georg von Wagner sowie eine Tochter.